# Sarah Chen
Pour les articles homonymes, voir Chen.
 (décembre 2023).
Si vous disposez d'ouvrages ou d'articles de référence ou si vous connaissez des sites web de qualité traitant du thème abordé ici, merci de compléter l'article en donnant les références utiles à sa vérifiabilité et en les liant à la section « Notes et références ».
Sarah Chen (chinois : 陳淑樺 pinyin : Chén Shūhuà), née le 14 mai 1958 à Taipei, est une chanteuse taïwanaise.
Son album Talk to You, Listen to You (跟你說聽你說), sorti en 1989, s'est vendu à presque 1 million d'exemplaires à Taïwan et est resté trois ans l'album le plus vendu de l'histoire du pays.
En 1992 et 1996, elle gagne le prix de la meilleure chanteuse en mandarin aux Golden Melody Awards.
Elle a chanté en duo avec Jackie Chan la chanson-phare du dessin animé La Belle et la Bête en mandarin.

## Discographie
- 水車姑娘/忘也忘不了 (1967)
- 愛的太陽 (1973)
- 再會吧！心上人 (1976)
- 寒雨曲 (1977)
- 悄悄地說再見 (1977)
- 飄雲。落花。愛 (1978)
- 自由女神哭泣了 (1979)
- 寧靜海 (1979)
- 歸程 (1980)
- 美麗與哀愁 (1980)
- 又見春天 (1981)
- 夕陽伴我歸 (1982)
- 她的名字是愛 Love is Her Name (1982)
- 星光滿天/口琴的故事 (1983)
- 海洋之歌 (1983)
- The Right to Sing (1983)
- 無盡的愛 (1984)
- 浪跡天涯 (1984)
- 情 (1985)
- 紅頭巾 Samsui Women 《新廣連續劇主題曲及片尾曲》-只在新加坡發售 (1986)
- 等待風起 (1987)
- The Miracle of Love (1987)
- 女人心 Heart of a Woman (1988)
- 明天，還愛我嗎？Will You Still Love Me Tomorrow (1988)
- Hold Me Now (1989)
- 跟你說，聽你說 Talk to You, Listen to You (1989)
- 一生守候 A Lifetime of Waiting (1990)
- 聰明糊塗心 Be Wise, Be Easy (1991)
- 淑樺的台灣歌 Sarah Chen's Taiwanese Album (1992)
- 愛的進行式 The Dearest of Sarah (1994)
- 淑樺盛開 Forever (1995)
- 生生世世 Forever, Sarah (1995)
- 失樂園 Paradise Lost (1998)